# Pineung Siri Bee
Pineung Siri Bee is een bestuurslaag in het regentschap Bireuen van de provincie Atjeh, Indonesië. Pineung Siri Bee telt 752 inwoners (volkstelling 2010).